# So war das S.O. 36
So war das S.O. 36 oder auch So war das S.O. 36 – Ein Abend der Nostalgie ist ein deutscher Dokumentarfilm der Filmemacher Manfred O. Jelinski und Jörg Buttgereit über den Musik-Club und Veranstaltungsort SO36 in der Zeit von 1980 bis 1984. Neben einer szenischen Rahmenhandlung und Interviews mit Zeitzeugen, gibt es Konzertausschnitte von Musikern, Bands und Künstlern aus dem Berliner Underground der frühen 80er Jahre wie u. a. Beton Combo, Die Einstürzenden Neubauten, Die Tödliche Doris, Der wahre Heino und Malaria! zu sehen.
Der Film wurde am 6. Oktober 1984 im Berliner Front-Kino uraufgeführt. Seine Festivalpremiere feierte er danach bei den Internationalen Filmfestspielen Berlin 1985 im Rahmen der Programmsektion Internationales Forum des Jungen Films. 1996 erschien So war das S.O. 36 als Kaufvideo auf VHS.

## Handlung
Zwischen einer humorvollen, in Schwarzweiß gestalteten, Rahmenhandlung, die teilweise aus alten Filmaufnahmen besteht, werden Interviews mit Zeitzeugen wie den damaligen türkischstämmigen Betreibern des SO36, Besuchern und Musikern wie Piers Headley oder dem Hörfunkjournalisten Peter Radszuhn und Konzertaufnahmen eingestreut. In den Gesprächen werden unter anderem Anekdoten, Eindrücke und Konzerterlebnisse aus dem SO36 wiedergegeben. Die Aussagen der Zeitzeugen werden hin und wieder durch Texteinblendungen ironisch oder belustigend kommentiert.
Daneben werden viele Liveauftritte von Künstlern, Bands und Musikern aus dem Berliner Avantgarde-, Post-Punk- und Punk-Bereich und dem Umfeld der Genialen Dilletanten gezeigt, die zur damaligen Zeit teilweise zu den Vorläufern der populären NDW gehörten. Bei den Liveaufnahmen ist die Kamera immer dicht am Geschehen, direkt vor der Bühne oder mitten unter dem schreienden, drängelnden, Pogo-tanzenden und gelegentlich Bierbüchsen werfenden Publikum.  
Einige der im Film vorkommenden Gruppen und Künstler haben heute nationale und internationale Bekanntheit erlangt und waren damals noch in ihren Anfangstagen. So sieht man die frühen Einstürzenden Neubauten oder die Punkband Soilent Grün, deren Mitglieder Bela B und Farin Urlaub später Die Ärzte gründeten, oder wie Hussi Kutlucan als Regisseur und Schauspieler aktiv waren. Oder den Buchautor, Künstler und Musiker Wolfgang Müller mit seiner Gruppe Die Tödliche Doris und den Autor, Regisseur und Filmkritiker Jörg Buttgereit (Co-Regisseur von So war das S.O. 36) auf der Bühne mit Freunden in einer Parodie der US-amerikanischen Band Kiss.

## Produktion und Hintergrund
Manfred O. Jelinski hatte aus Eigeninitiative 1980 begonnen im SO36 stattfindende Punk- und New-Wave-Konzerte auf Super 8 filmisch zu dokumentieren. Einige Zeit später stieß der Filmemacher Jörg Buttgereit zu dem Super 8 – Langzeitprojekt. Nachdem So war das S.O. 36 am 6. Oktober 1984 im Berliner Front-Kino präsentiert wurde, zeigten Jelinski und Buttgereit 1985 eine erste Variante des Films auf dem Forum des jungen Films auf der Berlinale. 1996 wurde das Werk als VHS-Kaufvideo mit einer Laufzeit von rund 90 Minuten veröffentlicht.

## Kritik
Die Pressestimmen zum Film waren sehr positiv.
Der Tagesspiegel sieht den Film als „interessantes“ und „unterhaltsames Stück Musikhistorie“. Und das Berliner Stadtmagazin tip hält den Film für „sehenswert“ und schreibt über ihn: „Der einzige Dokumentarfilm über die Kreuzherger Punk- und Undergroundszene. Eine Mischung aus Dokument und Realsatire: … 50 Möglichkeiten, umsonst ins Konzert zu kommen, gefilmt mit SUPER 8 – Infrarot-Kameras, KISS-Parodien und die größten Westberliner Bierdosenschlachten, Easy-Listening mit dem Wahren Heino, Rockpalast-Moderator Albrecht Metzger sitzt sinnierend im Schrebergarten und der ausgemergelte Blixa Bargeld kreischt: ‚Friß mein Fleisch!‘.“
Auch die Berliner Morgenpost lobt den Film und bezeichnet ihn als „eine liebevolle Dokumentation“ und schreibt weiter „schräg wie das SO 36 selbst. ‚Wenn man wissen wollte, was an neuen Gruppen angesagt war, mußte man ins ESSO gehen‘, erinnert sich ein Musikkritiker.“
Die Berlinale beobachtet folgendes: „Die Körnigkeit des hochempfindlichen Materials im Pogo-Taumel, fliegende Bierbüchsen im bunten Bühnennebel, Rauch, Schweiß und Kondenswasser an den Wänden. Die Kameras dicht am Geschehen, mitten unter den tanzenden, schreienden und drängenden Zuschauern oder auf der Bühne neben Schlagwerk, Gitarre und schwarzen Lederstiefeln.“
Und die taz widmet sich vor allem den Darbietungen einiger Musiker, „Dort grummelt der zerrupfte Blixa Bargeld, FM Einheit klopft dazu Stahlplatten weich, und bei ZIGGY XY fummelt Dr. MOTTE am Baß herum. Sogar die Waver sehen süß aus: Johnny von SYSTEM trägt eine Rundbrille und singt über Touristen am Ku’dumm, als wäre er bei Clash …“ und stellt fest, dass „die Wirkung der Aufnahmen verblüffend“ und „ein Ready-made aus authentischem Material“ sei.
Die Jugendzeitschrift Bravo geht in ihrer Kritik zum Film noch auf die Band Die Ärzte ein. „Hinter SOYLENT GRÜN verbergen sich Jan Vetter (Farin Urlaub) und Dirk Felsenheimer (Bela B.). Das 90-minütige Video SO WAR DAS SO 36 ist wahrscheinlich die einzige Dokumentation über diese Zeit der späteren ÄRZTE.“

## Wissenswertes
- Ein weiterer Titel des Filmes ist So War Das essosexundreissig.
- Auf dem Cover des Kaufvideos zum Film steht „freigegeben ab 30 Jahre“.
- Während der Filmaufnahmen im SO36 wurde Uwe Bohrer, einem der Kameraleute, von einem jungen Mann mit einer fast vollen Bierbüchse die Kamera aus dem Gesicht geschossen.[4]